# Curtis McElhinney
Robert Curtis McElhinney (* 23. května 1983, London, Ontario, Kanada) je bývalý kanadský hokejový brankář a dvojnásobný držitel Stanley Cupu s týmem Tampa Bay Lightning v severoamerické lize NHL.

## Kariéra
McElhinney hrál čtyři roky univerzitní hokej na Coloradské vysoké škole a dostal se v letech 2003 a 2005 do 1. výběru ideální sestavy soutěže Western Collegiate Hockey Association a druhého výběru celé americké univerzitní organizace NCAA. Do NHL byl vybrán v draftu 2002 týmem Calgary Flames. V profesionálním hokeji debutoval v sezóně 2005/06 v lize American Hockey League za tým Omaha Ak-Sar-Ben Knights, kterému v sezóně 2006/07 pomohl k vytvoření klubového rekordu v počtu vítězných zápasů (44). V roce 2007 hrál v utkání hvězd ligy AHL a po sezóně byl jmenován jedním z hráčů druhé ideální sestavy ročníku AHL. Před sezónou 2007/08 odešel hrát za Quad City Flames, což byl farmářský celek klubu NHL: Calgary Flames, ke kterému byl občasně povoláván. Poprvé za Calgary a v NHL chytal 22. října 2007 v zápase proti San José Sharks, když vystřídal Miikku Kiprusoffa. Sezónu 2008/09 byl jako náhradní brankář Flames na soupisce po celou sezónu, ale ve svých prvních 13 zápasech nezaznamenal vítězství a až ve 14. zápase tuto neblahou sérii přetrhl 11. dubna 2009 při vítězství 4:1 nad Edmontonem Oilers. Před sezónou 2009/10 McElhinney prodloužil s Flames smlouvu o další dva roky. 3. března 2010 byl vyměněn do Anaheimu Ducks za Vesu Toskalu. Během sezóny 2010/11 byl v další brankářské směně 24. února 2011 vyměněn do Tampy Bay Lightning za Dana Ellise. Než stihl nastoupit za Tampu Bay, tak byl stáhnut z waiver listu týmem Ottawa Senators.

## Úspěchy

### Individuální úspěchy
- WCHA 1. All-Star Team – 2002/03, 2004/05
- NCAA West 2. All-American Team – 2002/03
- NCAA West 1. All-American Team – 2004/05
- AHL 2. All-Star Team – 2006/07

## Statistiky

### Statistiky v základní části
| 2005-06     | Omaha Ak-Sar-Ben Knights | AHL         | 33  | 2.52 | 91,2 | 9   | 14 | 68  | 705  | 3  | 1619   |
| 2006-07     | Omaha Ak-Sar-Ben Knights | AHL         | 57  | 2.13 | 91,7 | 35  | 17 | 113 | 1255 | 7  | 3181   |
| 2007-08     | Calgary Flames           | NHL         | 5   | 2.00 | 90,2 | 0   | 2  | 5   | 46   | 0  | 150    |
| 2007-08     | Quad City Flames         | AHL         | 41  | 2.28 | 91,1 | 20  | 18 | 88  | 899  | 3  | 2320   |
| 2008-09     | Calgary Flames           | NHL         | 14  | 3.60 | 88,9 | 1   | 6  | 31  | 249  | 0  | 517    |
| 2009-10     | Calgary Flames           | NHL         | 10  | 3.23 | 88,5 | 3   | 4  | 27  | 208  | 0  | 502    |
| 2009-10     | Anaheim Ducks            | NHL         | 10  | 2.76 | 91,7 | 5   | 1  | 24  | 264  | 0  | 521    |
| 2010-11     | Anaheim Ducks            | NHL         | 21  | 3.43 | 89,0 | 6   | 9  | 57  | 459  | 2  | 996    |
| 2010-11     | Ottawa Senators          | NHL         | 7   | 2.56 | 91,7 | 3   | 4  | 17  | 188  | 0  | 398    |
| 2011-12     | Phoenix Coyotes          | NHL         | 2   | 1.67 | 94,4 | 1   | 0  | 2   | 34   | 0  | 72     |
| 2011-12     | Portland Pirates         | AHL         | 25  | 3.04 | 90,7 | 10  | 13 | 70  | 685  | 0  | 1379   |
| 2012-13     | Springfield Falcons      | AHL         | 49  | 2.32 | 92,3 | 29  | 16 | 113 | 1349 | 9  | 2926   |
| 2013-14     | Columbus Blue Jackets    | NHL         | 28  | 2.70 | 90,9 | 10  | 11 | 64  | 639  | 2  | 1423   |
| 2014-15     | Columbus Blue Jackets    | NHL         | 32  | 2.88 | 91,4 | 12  | 14 | 82  | 867  | 0  | 1710   |
| 2015-16     | Columbus Blue Jackets    | NHL         | 18  | 3.31 | 89,0 | 2   | 7  | 46  | 371  | 0  | 835    |
| 2016-17     | Columbus Blue Jackets    | NHL         | 7   | 2.39 | 92,4 | 2   | 1  | 15  |      | 0  | 376    |
| 2016-17     | Toronto Maple Leafs      | NHL         | 14  | 2.85 | 91,4 | 6   | 7  | 36  |      | 1  | 759    |
| 2017-18     | Toronto Maple Leafs      | NHL         | 18  | 2.14 | 93,4 | 11  | 5  | 35  |      | 3  | 980    |
| 2018-19     | Carolina Hurricanes      | NHL         | 33  | 2.58 | 91,2 | 20  | 11 | 85  |      | 2  | 1978   |
| NHL celkově | NHL celkově              | NHL celkově | 219 | 2.81 | 90,9 | 82  | 82 | 526 | 3325 | 10 | 11 219 |
| AHL celkově | AHL celkově              | AHL celkově | 205 | 2.37 | 91,5 | 103 | 78 | 452 | 4893 | 22 | 11 425 |

### Statistiky v play off
| 2006-07     | Omaha Ak-Sar-Ben Knights | AHL         | 5  | 2.12 | 0.904 | 2 | 3 | 11 | 103 | 0 | 311 |
| 2008-09     | Calgary Flames           | NHL         | 1  | 1.82 | 0.900 | 0 | 0 | 1  | 9   | 0 | 33  |
| 2012-13     | Springfield Falcons      | AHL         | 8  | 3.10 | 0.895 | 3 | 5 | 25 | 214 | 0 | 483 |
| NHL celkově | NHL celkově              | NHL celkově | 1  | 1.82 | 90,0  | 0 | 0 | 1  | 9   | 0 | 33  |
| AHL celkově | AHL celkově              | AHL celkově | 13 | 2.72 | 89,8  | 5 | 8 | 36 | 317 | 0 | 794 |